# Dizdarlije
Dizdarlije je naseljeno mjesto u sastavu općine Bosanska Dubica, Republika Srpska, BiH.

## Stanovništvo
| Dizdarlije         |              |
| godina popisa      | 1991.        |
| Srbi               | 170 (95,51%) |
| Hrvati             | 0            |
| Muslimani          | 0            |
| Jugoslaveni        | 6 (3,37%)    |
| ostali i nepoznato | 2 (1,12%)    |
| ukupno             | 178          |